# 풀린매듭

풀린매듭의 두 가지 간단한 그림

매듭 이론에서 풀린매듭(영어: unknot) 또는 자명한 매듭(영어: trivial knot)은 모든 매듭 중에서 가장 간단한 것이다. 직관적으로 매듭이 없는 것은 꼬임이 없는 원이다. 매듭 이론가에게 풀린매듭은 기하학적으로 둥근 원에 대해 동위(즉, 변형 가능)인 3차원 초구에 포함된 위상수학적 원인 표준 풀린매듭이다.
풀린매듭은 매장된 원판의 경계가 되는 유일한 매듭이며, 이는 풀린매듭만이 자이페르트 종수 0을 갖는다는 성질을 제공한다. 마찬가지로, 풀린매듭은 매듭 합 연산에 대한 항등원이다.

## 매듭 풀기 문제
특정 매듭이 풀린매듭인지 여부를 결정하는 것은 매듭 불변량 연구의 주요 원동력이었는데, 이 접근 방식이 매듭 다이어그램과 같은 일부 표현에서 매듭을 인식하는 효율적인 알고리즘을 제공할 수 있다고 여겨졌기 때문이다. 이 문제는 NP 와 co-NP 모두에 있는 것으로 알려져 있다.
매듭 플뢰어 호몰로지와 호바노프 호몰로지는 풀린매듭을 탐지하는 것으로 알려져 있으나 이를 효율적으로 계산할 수 있는 것은 아니다. 존스 다항식 또는 유한 유형 불변량이 풀린매듭을 감지할 수 있는지 여부는 알려져 있지 않다.

## 예
엉킨 끈을 풀기 시작했다는 사실이 작업이 가능하다는 것을 증명하더라도 그것을 푸는 방법을 찾는 것은 어려울 수 있다. Thistlethwaite와 Ochiai는 다이어그램의 교차 수를 일시적으로 늘려야 하므로 단순화할 수 있는 분명한 방법이 없는 많은 풀린매듭의 다이어그램의 예를 제공했다.

Thistlethewaite 풀린매듭
오치아이의 풀린매듭 중 하나

밧줄은 일반적으로 닫힌 고리의 형태가 아니지만 때로는 끝이 함께 결합되는 것을 상상하여 매듭을 만드는 표준적인 방법이 있다. 이러한 관점에서 볼 때 많은 유용한 실용적인 매듭은 꽁꽁 묶일 수 있는 매듭을 포함하여 실제로는 풀린매듭이다.
모든 매듭은 끝점에서 유니버설 조인트로 연결된 강체 선분의 모음인 연결로 나타낼 수 있다. 막대 수는 매듭을 연결로 나타내는 데 필요한 최소한의 선분 수이며, 붙은 풀린매듭 은 평평한 볼록 다각형으로 재구성할 수 없는 특정 매듭이 없는 연결이다. 교차 수와 마찬가지로 연결은 단순화되기 전에 선분을 세분화하여 더 복잡하게 만들어야 할 수 있다.

## 불변량
풀린매듭의 알렉산더-콘웨이 다항식과 존스 다항식은 간단하다.
{\displaystyle \Delta (t)=1,\quad \nabla (z)=1,\quad V(q)=1.}
10개 이하의 교차 가 있는 다른 매듭은 자명한 알렉산더 다항식을 갖지 않지만 11개의 교차를 갖는 키노시타-테라사카 매듭과 콘웨이 매듭은 풀린매듭과 동일한 알렉산더 다항식 및 콘웨이 다항식을 갖는다. 임의의 비자명 매듭이 풀린매듭과 동일한 존스 다항식을 갖는지는 미해결 문제이다.

## 같이 보기
- 매듭 (수학)